# Агнеш Граніцкі
Агнеш Граніцкі (угор. Hranitzky Ágnes; нар. 4 липня 1945, Деречке, Угорщина) — угорська режисерка. Дружина режисера Бели Тарра.

## Біографія
Граніцкі почала працювати в галузі кінематографа у 1970-х роках, будучи режисером кількох угорських фільмів. З 1981 року почала співпрацю з режисером Белою Тарром, зробивши монтаж його фільму «Аутсайдер». З того часу вона була монтажером всіх його фільмів. 
З 2000 року з виходом фільму «Гармонії Вермайстера» її почали зазначати як співрежисером фільмів Тарра. Фільми Тарра відомі своїми довгими сценами, тому Агнеш була змушена часто бути присутньою на знімальному майданчику під час виробництва фільмів для того, щоб допомогти Тарру і дати пораду про те, як все буде потім розвиватися в монтажній кімнаті та які сцени будуть краще відповідати іншим.
2007 року була співрежисером фільму «Чоловік з Лондона», який взяв участь у Каннському кінофестивалі. 2011 року її та Бели Тарра фільм «Туринський кінь» взяв участь у 61-ому Берлінському кінофестивалі, де виграв Гран-прі журі.